# Ауденарде
Ауденарде (нід. Oudenaarde, фр. Audenarde) — муніципалітет в Бельгії, у провінції Східна Фландрія. Територія сучасного Ауденарде з 15 до 18 століття була світовим виробником гобелену.

## Міста побратими
- Кобург, Німеччина (1972)
- Берген-оп-Зом, Нідерланди (1986)
- Кастель-Мадама, Італія (1986)
- Аррас, Франція (1990)
- Гастінгс, Велика Британія (1991)
- Бузеу, Румунія (2007)